# Lago Puelo
Lago Puelo  è un comune dell'Argentina ed è situato nel dipartimento di Cushamen, in provincia di Chubut.